# 카리스 (프로게이머)
카리스(본명: 김홍조, 2003년 5월 21일 ~ )는 대한민국의 리그 오브 레전드 프로게이머로 아이디는 Karis, 포지션은 미드라이너이다.

## 선수 생활
2019년 8월, Gen.G 아카데미팀에 입단했다.
2021시즌을 앞두고 젠지의 1군팀으로 콜업되었다. 2021 스프링 시즌에서는 서브 선수로 활동했다. 2021년 2월 3일에 치러진 DRX과의 경기에서 프로 데뷔전을 치렀다. 2021 서머 시즌에서도 팀의 서브 선수로 활동했다. 2021년 7월 19일, 젠지의 2군팀으로 샌드다운되었다.
2022시즌을 앞두고 한화생명 e스포츠에 입단했다. 입단 이후 팀의 주전 미드라이너로 낙점받았다. 스프링 시즌 동안에는 괜찮은 모습을 여러번 보여주었지만 서머 시즌에는 팀 전체가 부진하면서 함께 무너져내렸다. 2022시즌 종료 후 팀에서 퇴단했다.
2023시즌을 앞두고 브리온에 입단했다.

## 소속팀
| # | 팀명             | 소속 기간             | 소속 리그 | 비고 |
| - | ---------------- | --------------------- | --------- | ---- |
| 1 | Gen.G            | 2020.11.30~2021.12.07 | LCK       |      |
| 2 | 한화생명 e스포츠 | 2021.12.07~2022.11.22 | LCK       |      |
| 3 | 브리온           | 2022.12.10~           | LCK       |      |

## 수상 내역
- 로지텍 G 루키 인비테이셔널 2020 우승
- 로지텍 G 루키 인비테이셔널 2020 최우수선수상
- 리그 오브 레전드 챔피언스 코리아 스프링 2021 준우승